# Якобус Люїс Снук
Якобус Люїс Снук (нід. Jacobus Louis Snoek), або Якобус Люїс Сноек в англійській вимові (англ. Jacobus Louis Snoek) (18 травня 1902, м. Утрехт, Нідерланди — † 3 грудня 1950, м. Елкгарт (Індіана), США) — видатний нідерландський фізик в галузі фізики твердого тіла і феромагнетизму.

## Родина
Його батьками були Якобус Люїс Снук (1873—1934) та Альбертіна Пола Дедоес (1874—1943). Був одружений з Адою Лоуге (1900—1931), з якою мав сина. Після її передчасної смерті одружився з Марією Балтіною Берґман (1896 Роттердам — 1983, Нортгемптоні, штат Массачусетс).

## Освіта і наукова діяльність
Снук навчався в 3-річній середній школі в Утрехті та закінчив педагогічну академію в Гарлемі, але відмовився від педагогічної кар'єри. 1921 року він розпочав навчання в Утрехтському університеті, де в 1929 р. здобув ступінь доктора філософії з дисертацією на тему: «Дослідження квантової механіки водню за допомогою вимірювань поглинання спектральних ліній серії Бальмера».
1 квітня 1929 року він перейшов на роботу в компанію Philips, де протягом 21 року працював у фізичній лабораторії в м. Ейндговені. У цей період він плідно працював над вивченням природи явищ в твердих тілах і розробкою технічно важливих матеріалів. Пізніше він проводив акустичні дослідження, зокрема з покращення властивостей вуглецевих мікрофонів, співпрацював з Ван Аркелем над діелектричними властивостями. Результатом співпраці стало багаторівневе цитоване рівняння Ван Аркеля та Снука.
1934 він розпочав дослідження феромагнетизму, який став основним напрямком його наукових зацікавлень. На початку він головним чином займався магнітними властивостями нікель-залізних стрічок, з особливою текстурою, яка забезпечувала сильну магнітну анізотропію, сприятливі властивості у повздовжньому напрямку і застосовувалися в індукційних котушках Пупіна. У цій галузі він співпрацював з В.Дж. Бюргерсом (братом Й. М. Бюргерса), який досліджував кристалографію цих стрічок.
У 1933 р. Снук розпочав проект щодо феритів, який через брак результатів був заморожений. У 1940 році він продовжив дослідження, за результатами яких фірма Philips розробила низку нових феритових матеріалів для сердечників котушок. 1946 р. було запропоновано Ni — Fe оксидний ферит, який вийшов на ринок під назвою Ferroxcube. Ще успішнішим став Ferroxdure (1950). Роботи Снука відкривали нові напрямки у розвитку високочастотної техніки. Він встановив, що втрати зростають із наближенням до граничної частоти, а гіромагнітний резонанс в ефективних полях, пов'язаний з анізотропією кристалів.
1941 року Снук опублікував статтю, у якій представив один із механізмів внутрішнього тертя в кристалах  внаслідок локального перерозподілу домішкових атомів проникнення твердих розчинах. Його іменем названі ефект Снука, пік Снука, демпфування Снука та маятник Снука, пов'язані з внутрішнім тертям.
Снук був досвідченим експериментатором. Його наполегливість та одержимість, оригінальні й нетрадиційні підходи до вирішення фізичних проблем давали цінні результати його наукової діяльності.
У квітні 1950 року Снук переїхав з родиною у США до Шейкер-Гайтс (Огайо), в окрузі Каягога штату Огайо на запрошення компанії Horizons Research, Inc., яка займалася дослідницькою роботою в галузі металургії, фізики, кераміки та хімії. Там він зайняв посаду головного фізика компанії.
3 грудня 1950 Снук разом із колегою по роботі по дорозі із Клівленда до дослідницького заводу компанії у Вальпараїсо через ожеледицю на автостраді потрапив у аварію: їхній автомобіль врізався в металеву огорожу автостради. Через дві години після аварії він помер у лікарні в м. Елкгарт (Індіана). Його колега не постраждав.
Поховали Якобуса Снука в Клівленді на цвинтарі Lake View Cemetery.
Після нього залишилися вдова і син.

## Публікації
- Beginselen der moderne zaalacoustiek; 1931
- Zusammenhang zwischen Dipolmoment und Kohaesionskraeften (з Едуардом ван Аркелем); 1934
- Magnetic Powder Experiments on Rolled Nickel Iron; 1937
- J. Snoek, Physica 6 (1939) 591.
- J. Snoek, Physica 8 (1941) 711
- Non Metallic Magnetic Material for High Frequencies; 1946
- New Developments in Ferromagnetic Materials; 1949